# Puente Grenland
El puente de Grenland (en noruego Grenlandsbrua) es el puente atirantado de más altura de Noruega con 166 metros. El puente, inaugurado en 1996, sirve de paso de la eurovía E18. Cruza el Frierfjord, un fiordo que separa los municipios de Porsgrunn y Bamble en la provincia de Telemark. Cuando se construyó reemplazó al puente Brevik como ruta primaria a través del fiordo.
El puente, de una longitud de 608 metros, utiliza una construcción atirantada para proveer un gálibo para el tráfico marítimo de 50 metros sobre el nivel del mar. Los tirantes están agrupados en 21 parejas de cable con longitudes entre 84 y 287 metros. El vano principal es de 305 m.